# Brovnea

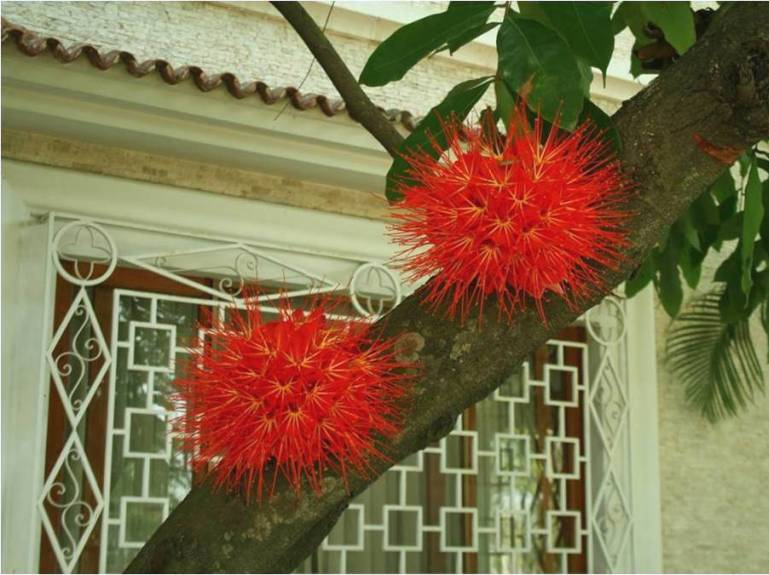
Kvetoucí Brownea macrophylla

Brovnea (Brownea) je rod tropických stromů z čeledi bobovité, pocházející z tropické Ameriky. Mají zpeřené listy a květy v nápadných květenstvích červených nebo růžových květů, které jsou opylovány kolibříky. Plodem je lusk. Rod zahrnuje 24 druhů a je rozšířen v Latinské Americe. Některé druhy jsou v tropech pěstovány jako okrasné dřeviny a mají význam i v tradiční medicíně.

## Popis
Brovney jsou stálezelené beztrnné stromy dorůstající výšky 3 až 20 metrů. Listy jsou střídavé, sudozpeřené, se 2 až 20 páry střídavých až vstřícných lístků. Mladé větévky mají charakteristický průřez do kříže nebo jsou alespoň hranaté. Květenství jsou velké vrcholové nebo úžlabní hlávkovitě stažené hrozny, u některých druhů vyrůstající na starších větvích (kauliflorie). Květenství obsahují 7 až 300 květů a mohou mít průměr až 22 cm. Každý květ je podepřen 1 až 4 cm dlouhým petaloidním listenem (připomínajícím korunu) a 2 srostlými trubicovitými sepaloidními listenci připomínajícími kalich. V květech je přítomna češule, z níž vyrůstají 4. červené, růžové nebo bílé kališní lístky. Kalich je trubkovitě zvonkovitý, zbarvený podobně jako koruna, zakončený 4 laloky. Koruna je složena z 5 vejčitých až podlouhlých dlouze nehetnatých lístků. Tyčinek je 10 až 12, jsou volné nebo na bázi krátce srostlé, vyčnívají z květů a mohou být až 10 cm dlouhé. Semeník obsahuje 3 až 11 vajíček a na vrcholu nese 1,5 až 9 cm dlouhou čnělku zakončenou hlavatou bliznou. Lusky jsou zploštělé, stopkaté, kožovité až dřevnaté, na vrcholu se zakřivenou špicí, pukající 2 chlopněmi. Obsahují zpravidla 4 až 10 zploštělých semen.

## Rozšíření
Rod Brovnea zahrnuje 24 druhů a je rozšířen v tropické Americe v karibské oblasti a ve Střední a severní části Jižní Ameriky od Panamy po Brazílii a Peru. Většina druhů roste v podrostu tropického pralesa, pouze některé druhy dosahují výšky středního korunového patra.

## Ohrožené druhy
Druh Brownea santanderensis je endemit z kolumbijského distriktu Santander a je v Červeném seznamu ohrožených druhů IUCN veden jako ohrožený.

## Ekologické interakce
Nápadné červené či růžové květy převážné většiny druhů tohoto rodu jsou přizpůsobeny opylování kolibříky. Výjimkou je druh Brownea leucantha, jehož smetanově zbarvené květy jsou pravděpodobně opylovány netopýry nebo můrami.
Duté kmeny některých druhů jsou obývány mravenci.

## Zajímavosti
Mladé listy brovnejí jsou po vyrašení červenavé až jasně růžové nebo purpurové a svěšené dolů a až později se napřimují a zezelenají.

## Zástupci
- brovnea velkohlavá (Brownea grandiceps)[1]

## Význam
Brovnea je svými velkými červenými květenstvími přímo předurčena stát se okrasnou dřevinou. V tropech patří mezi nejčastěji pěstované druhy brovnea velkohlavá, Brownea ariza a B. coccinea. Brownea ariza je v Kolumbii využívána proti edémům, Peruánci ji používají jako hemostatikum a na dyzentérii. Dřevo brovnejí není příliš kvalitní a ani není dostupné ve větším množství. Jádrové dřevo bývá tmavé.